# البداح الغربي (أسلم)

تعديل مصدري - تعديل

البداح الغربي هي إحدى قرى عزلة أسلم اليمن بمديرية أسلم التابعة لمحافظة حجة، بلغ تعداد سكانها 191 نسمة حسب تعداد اليمن لعام 2004.